# Libyan Airlines

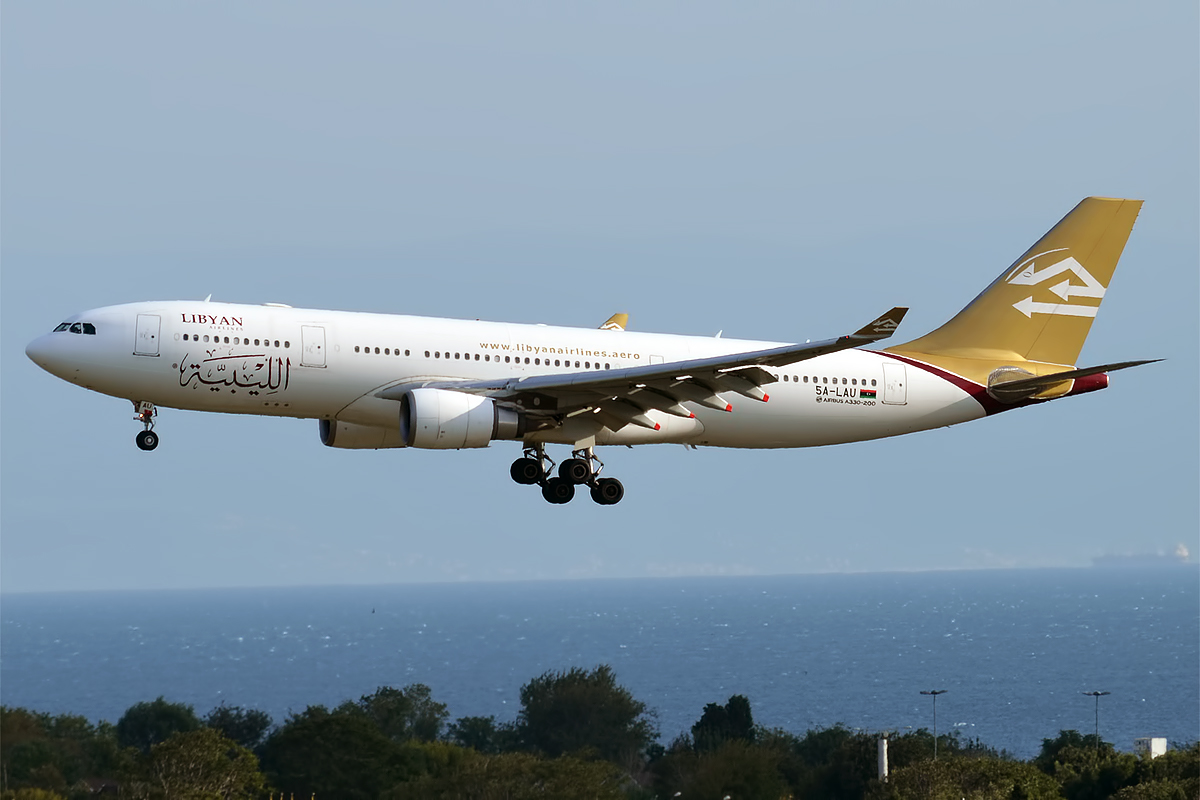
Airbus A330 w barwach Libyan Airlines

Libyan Airlines – libijskie narodowe linie lotnicze, z siedzibą w Trypolisie. Ma połączenia z Afryką, Bliskim Wschodem i Europą. Główną bazą jest Port lotniczy Trypolis.

## Kierunki lotów
| Państwo          | Port lotniczy |
| ---------------- | --- |
| Libia            | Trypolis – Port lotniczy Trypolis (węzeł) Tobruk – Port lotniczy Tobruk Misrata – Port lotniczy Misrata Al-Bajda – Port lotniczy La Abrak Bengazi – Port lotniczy Bengazi-Benina Ghat – Port lotniczy Ghat |
| Egipt            | Aleksandria – Port lotniczy El Nouza |
| Tunezja          | Tunis – Port lotniczy Tunis Safakis – Port lotniczy Safakis |
| Sudan            | Chartum – Port lotniczy Chartum |
| Nigeria          | Lagos – Port lotniczy Lagos |
| Mali             | Bamako – Port lotniczy Bamako |
| Ghana            | Akra – Port lotniczy Akra |
| Gwinea           | Konakry – Port lotniczy Konakry |
| Turcja           | Stambuł – Port lotniczy Stambuł-Atatürk |
| Jordania         | Amman – Port lotniczy Amman |
| Arabia Saudyjska | Dżudda – Port lotniczy Dżudda Rijad – Port lotniczy Rijad |
| Belgia           | Bruksela – Port lotniczy Bruksela |
| Holandia         | Amsterdam – Port lotniczy Amsterdam-Schiphol |

## Linie partnerskie
- Afriqiyah Airways
- Austrian Airlines

## Flota
Stan na 24 sierpnia 2022:
- 1 x ATR 42-500
- 4 x Bombardier CRJ-900LR
- 6 x Airbus A320-200
- 3 x Airbus A330-200

## Wypadki i katastrofy
- 21 lutego 1973 dwa F-4 Phantom II Sił Powietrznych Izraela przechwyciły, a następnie zestrzeliły Lot Libyan Arab Airlines 114  (Boeing 727-224 #5A-DAH), który podczas podchodzenia do lądowania w Kairze znalazł się nad półwyspem Synaj, kontrolowanym przez Izrael po wojnie w 1967. Pomimo nawiązania kontaktu wzrokowego i oddania salwy ostrzegawczej dowódca statku, francuski pilot z Air France, zignorował wezwania myśliwców, które chciały odprowadzić go na najbliższe wojskowe lotnisko (90 km na wschód od Kanału Sueskiego), zamiast tego kierując się na zachód do Kairu. Samolot został trafiony ogniem z działka M61 Vulcan, który uszkodził stery samolotu. Ze 113 osób na pokładzie, awaryjne lądowanie przeżyło 4 pasażerów i drugi pilot.
- 22 grudnia 1992 lot Libyan Arab Airlines 1103 (Boeing 727-200), zderzył się z libijskim MiG-23 nad Trypolisem. Zginęło 157 osób na pokładzie boeinga i 2 pilotów wojskowych.
- 25 sierpnia 2011 podczas wojny domowej, wojska wierne Muammarowi al-Kaddafiemu zniszczyły na lotnisku w Trypolisie Airbusa A300 należącego do Libyan Airlines, tego dnia zniszczeniu uległ także A300 należący do Afriqiyah Airways.